# Roodeschool
Roodeschool (dialekt groningski Roschoul) – wieś w Holandii, w prowincji Groningen, w gminie Eemsmond. 